# 三宅ひとみ (1992年生)
三宅 ひとみ（みやけ ひとみ、1992年7月10日 - ）は、日本の女性デザインプロデューサー、元タレント、元モデル、元アイドル。本名同じ。東京都出身。
元MORE「モアビューティズ」および、元「アイドリング!!!」のメンバー。

## 略歴
1995年から1998年まで、オーストラリアのシドニーに在住。2004年頃からファッション雑誌のモデルを見て芸能界に興味を持ち始める。

### 芸能活動時代（2007年 - 2016年）
2007年夏、ワタナベエンターテインメントスクール（WES）のオーディションを受け、同年10月にWESに入校（7期生、翌年9月卒業）。
2008年 アイドリング!!!加入
4月、第2回B-GIRLオーディションでグランプリを受賞し芸能界デビュー。同時期に女性アイドルグループ「アイドリング!!!」に2期生として加入。
6月29日、テレビアニメ『コードギアス 反逆のルルーシュ R2』にミーヤ・I・ヒルミック役でゲスト出演し、声優デビュー。
2009年
1月、1stDVD『大和なでしこになりたい!』をリリース。
6月、2ndDVD『体育会系の日々』をリリース。
11月、3rdDVD『ひとみに映るもの』をリリース。
2010年
1月、同じ事務所に所属する橋本楓（アイドリング!!!21号）や柏木由紀（AKB48兼NGT48）らとともに「ワタナベガールズ」を結成。
2月、4thDVD『三宅ひとみ特集増刊号!!!』をリリース。
3月、バラエティ番組『思い出さんぽ』にレギュラー出演。1st写真集『17の17』を刊行。
8月、舞台『優しい6つの夜のために』で舞台デビュー。
11月、初出演映画『マリア様がみてる』が公開。
2011年
4月、情報番組『シューイチ』にシューイチガールとしてレギュラー出演。
6月、舞台『金ない、愛ない、屋根はある』に出演。
10月、舞台『絆2011 -少年よ大紙を抱け-』に出演。
11月、バラエティ番組『ワタ＠アメ』にレギュラーMCで出演。
2012年
4月、スポーツ情報番組『メジャーリーグ宣言2012』にレギュラー出演。
5月、池田模範堂「ムヒホワイティ」で初TVCM出演。
7月、ドラマ『GTO』にレギュラー出演。
2013年
1月、アンガールズ田中プロデュース舞台『田中が考え中〜第2幕〜』に出演。
6月、出演映画『絶叫学級』が公開。
7月、出演映画『終焉少女 Last Girl Standing』が公開。自身の誕生祭「ワタナベガールズライブ 夏祭りング!!!」を開催。舞台『うんぷてんぷ』に出演。
10月、スポーツ応援アイドルユニット「mobcastガール」の2代目メンバーに就任。
11月、ファッションブランド『SPINNS』のユニセックスモデルを務める。
2014年
2月、ドラマ『明日、ママがいない』に出演。
3月、ファッション誌『MORE』5月号よりモアビューティズとなり、レギュラー出演。
5月、堀内健プロデュース舞台『恐怖 タコ公園のタコ女』に出演。
7月、アイドリング!!!定期ライブにて「三宅ひとみプロデュース」公演を開催。
12月、情報番組『MOREはっぴーTV』にレギュラー出演。
2015年 アイドリング!!!卒業
5月、出演映画『原宿デニール』が公開。しずる演出舞台『しずる館 Premium Live』に出演。ドラマ『妄想彼女』にレギュラー出演。
6月、Vシネマ『ぞくり。3 怪談夜話〜奇妙な呪い〜「超こわ! イマドキアイドル! 突撃ホラースポット!!」』で主演。
7月、舞台『ステージII』に出演。
10月、約7年半在籍した、女性アイドルグループ・アイドリング!!!を卒業。
2016年
3月、同末日をもっての芸能活動引退を公表。

### 芸能界引退後（2017年 - 現在）
芸能界引退後は、貴金属のデザインやプロデュースを手掛ける仕事を始めている。2017年12月末に入籍した。
2020年10月末、古巣アイドリング!!!最後の同窓会番組『バカリズム特番』に参加。
2023年5月、アイドリング!!!の元同僚・長野せりなの芸能生活25周年を記念したイベントに参加する。

## 人物
趣味は、買い物・ファッション・コスメ・散歩など。特技は、洋服のリメイク・デコレーション。
目標としていた芸能人は、紗栄子と北川景子。仕事の目標は、ファッション・美容方面に関わる事。仕事には、実行と休息のメリハリをつけるタイプだと公言していた。
得手不得手
几帳面。デザインが得意で、アイドリング!!!のステージ衣装などを考案した事がある。デコレーションも得意で、携帯電話や充電器、携帯ゲーム機、フリスクケースなど、身の回りの小物をデコレーションしている。また、姉妹や友人、アイドリング!!!やワタナベガールズのメンバーにデコレーションしたものをプレゼントした事もある。
オーストラリアからの帰国子女であるが、英語は苦手。
親族
3姉妹の長女。祖父はプロ野球団・西鉄ライオンズの元選手で、引退後、食品企業「加ト吉（現テーブルマーク）」で専務取締役や支社長を務めた三宅孝夫。愛犬にトイプードル「レオン」がいた。

### エピソード
実家
外泊の体験があるアイドリング!!!同期の河村唯や朝日奈央は、家の大きさや様子をアイドリング!!!のDVD企画内で紹介している。エレベーターの付いたマンションのような一軒家で、ルーフバルコニーで花火をすることが可能。玄関にはオーストラリア在住時代に購入した、陶器製の大型犬の置物がある。河村は「風呂の蓋が（通常の家庭の）3枚分あった」とも明かしている。
SNS
Twitterを始める以前は、自身のブログを頻繁に更新し、1日3回以上に及ぶことも少なくなかった。特に地方へ撮影に行った際などは、早朝のロケ開始から撮影の合間や食事の模様などをオフショットを交えて細かくレポートしている。また、普段は自らの顔アップの1ショットが多いが、アイドリング!!!やその他の仕事の際には一緒にいるアイドル、タレント等との複数での画像をアップしている。
番組関連
アニメ『コードギアス 反逆のルルーシュR2』で初めて声優を務めた。役名は「ミーヤ・I・ヒルミック」で、これはミーヤ→三宅、I→I字バランス、ヒルミック→ひとみにちなんで名付けられている。
ミニ四駆でタミヤ主催『ジャパンカップ2013』に出場した事がある。テレビ東京『ミニ四駆選手権2013』の企画で、当時同僚の遠藤舞と共に公式戦に勝ち残り、東京本大会まで進んだ。結果は二次予選敗退。

### 美容関連
芸能界入りしてから、ファッションや美容の仕事に関わりたいと模索するようになり、コスメなどに関して独学していた。幾つか美容誌に出演する機会を貰い、2014年に念願叶って、美容関連も扱うファッション誌『MORE』のレギュラーメンバー・モアビューティズに所属した。翌年には、化粧品検定「コスメマイスター」を取得している。

## アイドリング!!!関連
2期生
アイドリング!!!ナンバーは17号。イメージフラワーは「ラン」。歴代メンバーの内、森田涼花・河村唯・長野せりな・酒井瞳・朝日奈央・菊地亜美・ミシェル未来・小林麻衣愛と同期だった。
愛称 / キャラクター
愛称は「ひぃちゃん」。一人称は「ひぃ」。後輩メンバーからは「三宅さん」と敬称でも呼ばれるが、一部のNEO期メンバーは「ひとみさん」と呼ぶ。ファンからは、キャラクターのイメージから「ひぃ様」と呼ばれる事もある。
加入当初は自分から喋る事があまりなく、正統派扱いを受けていた。演出の上で、爽やか系を演じることが多い。実像は基本的にさばけていて男っぽく、筋道から外れる行為には我慢できない性格だった。
容姿 / メンタル
遠藤舞と並んで眉毛が薄い。また、中学生時代、眉を全て剃り落としたことがあり、入学時からスカートの丈を短くしていた。本
幼い頃から、バレエやダンスなど習い事の舞台に立っており、ステージでは緊張しないと語っていたが、その反面ハプニングには弱い。アイドリング!!!としての初舞台であった2008年7月5日のライブで、本番前に衣装のネックレスが壊れたことで焦り、泣き出す一幕もあった。それらの例を含め、心配性で気にしやすくメンタルが弱いと自己分析をしている。同期の朝日奈央も、「強がりなイメージがあるけど、メンタルは脆い所がある」と語っている。自身は、その欠点を補うために自己啓発本などを含め、よく読者をすると述べている。
メンバーとの関係
歴代メンバーの内、小泉瑠美（トライストーン・エンタテイメントに移籍）は同じ事務所の元先輩。橋本楓・高橋胡桃・玉川来夢・橋本瑠果は後輩で、共にワタナベガールズのメンバー。高橋とは（名称こそ違うが）中川翔子の妹分オーディション出身（高橋は「真夏のガールズオーディション」グランプリ）という共通点がある。橘ゆりかとは高校の同級生、大川藍は同高校の1つ下、朝日奈央は2つ下の学年である。
同期だった菊地亜美とはプライベートで最も親しく、親友と言っていい間柄である。菊地は、大事な局面の相談事も多いと述べている。菊地がグループを卒業した関連の場では、同期を代表して数多くのコメントを残している。
その他
ノックイズ!!!では常に散開するメンバーの前方で構える。足元を抜けそうな強いゴロを体で止め、それは内野手の基本であると、元高校球児のバカリズムから褒められた。しかし、水着で行われた沖縄ロケの同コーナーでは、ライナー性の強い打球が衣服を着用していない内ももに直撃し、赤いアザが出来た。
レッスン休憩中、息抜きに携帯ゲームをしていた行為が災いして、番組が抜き打ちで密かに行っていた、20thシングル「サマーライオン」のメインボーカル一次オーディションに唯一落選した。

### アイドリング!!!卒業
2015年10月末日、アイドリング!!!の活動終了に伴いグループを卒業した。約7年半在籍し、シングル20枚・アルバム6枚参加などの実績を残している。レギュラー番組『アイドリング!!!』にも同期間900回以上出演した。
卒業のコメントでは、「加入前は、女子と馴れ合う事や集団行動に否定的なタイプだったが、活動を通じて改善し成長させて貰った」と述べている。これまでの態度について、「後輩達に対し、きつく厳しく当たってきた件が沢山あった、申し訳ない。でもそれは、他所の現場でグループに悪いイメージを付けたくなかったので、そういう気持ちから口うるさい指導になった。社会では、それが先輩として当たり前の行動なのに、大袈裟に話が膨らむ事が悲しかった」と心中を語り、「自分の本音を伝えるのが苦手で、それでも理解してくれる方々が支えだった」と吐露している。

## 作品

### 映像作品
DVD
- 大和なでしこになりたい!（2009年1月30日、リバプール　アイドルニッポン!!レーベル）
- 体育会系の日々 （2009年6月12日、リバプール　アイドルニッポン!!レーベル）
- ひとみに映るもの （2009年11月27日、リバプール　アイドルニッポン!!レーベル）
- 三宅ひとみ特集増刊号!!!（2010年2月26日、リバプール　アイドルニッポン!!レーベル）

### 写真集
- 17の17（2010年3月18日、学研パブリッシング） - ISBN 978-4054043824

## 出演

### テレビ
レギュラー・冠番組
- アイドリング!!!（2008年4月 - 2015年10月、フジテレビワンツーネクスト）
- アイドリング!!!日記 → アイドリング!!! (地上波版)（2008年4月 - 2015年11月、フジテレビ・フジテレビONE）
- 思い出さんぽ（三宅編2010年3月3日 - 3月29日 橋本編4月1日 - 4月29日、エンタ!371）
- シューイチ（2011年4月3日 - 2012年3月25日、日本テレビ系列） - シューイチガール：（1度だけ、2011年10月16日の回に谷中麻里衣がミス日本プロモーション[28]の都合上欠席したため天気コーナーの代役を担当した）
- メジャーリーグ宣言2012（2012年4月30日 - 11月、テレビ東京）
- MOREはっぴーTV（2014年12月11日 - 2015年3月26日、BS-TBS）
- バカリズム特番（2020年5月10日・10月30日、フジテレビONE）

### ドラマ
- GTO（2012年7月 - 9月、関西テレビ） - 朝倉恵 役
秋も鬼暴れスペシャル（2012年10月2日）
正月スペシャル! 冬休みも熱血授業だ（2013年1月2日）
完結編 〜さらば鬼塚! 卒業スペシャル〜（2013年4月2日）
- 明日、ママがいない（2014年2月5日、日本テレビ）
- 妄想彼女（2015年5月23日 - 6月20日、フジテレビ系・全4回） - 女子アナ 役

### ネットテレビ
- 三宅ひとみ プレミアム放送（2011年 - 2015年7月、AmebaStudio）
- ワタ＠アメ（2011年11月 - 2016年3月、AmebaStudio） - アシスタントMC
- モブスタ☆（2013年10月、AmebaStudio）

### アニメ
- コードギアス 反逆のルルーシュ R2（2008年6月29日、MBS・TBS系列） - 第12話 ミーヤ・I・ヒルミック 役（声優）[29]

### 映画
- マリア様がみてる（2010年11月6日公開、ジョリー・ロジャー） - 島津由乃 役
- 絶叫学級（2013年6月14日公開、東宝）
- 終焉少女 Last Girl Standing（2013年7月6日公開、アリスインプロジェクト）
- 原宿デニール（2015年5月16日公開、NBCユニバーサル・エンターテイメントジャパン） - スカウトされたい女 役

Vシネマ
- ぞくり。3 怪談夜話〜奇妙な呪い〜『超こわ! イマドキアイドル! 突撃ホラースポット!!』（2015年6月 - 十影堂エンターテイメント） - 主演・井上洋子 役

配信映画
- ゾウを撫でる（2013年11月14日公開、ネスレ日本公式チャンネル）

### 舞台
- 表参道ベースメントシアター『優しい6つの夜のために』（2010年8月19日 - 22日全7公演、表参道GROUND）
- クロックガールズ『金ない、愛ない、屋根はある』（2011年6月7日 - 12日全8公演、Geki地下Liberty）
- Lead舞台『絆2011 -少年よ大紙を抱け-』（2011年10月20日 - 10月25日全8公演、新国立劇場中劇場）
- アンガールズ田中演出『田中が考え中〜第2幕〜』（2013年1月28・29日、下北沢本多劇場）
- 西山裕之演出『うんぷてんぷ』（2013年9月19日 - 23日、横浜赤レンガ倉庫）
- 堀内夜あけの会『恐怖 タコ公園のタコ女』（2014年5月3・4日、下北沢本多劇場）
- しずる館『Premium Live』村上組（2015年5月20日、ティアラこうとう 小ホール） - ヒロイン
- 劇団K助『ステージII』（2015年7月1日 - 5日、新宿シアターサンモール）

### ラジオ
- アイドリング!!!三宅ひとみと橋本楓のオールナイトニッポンモバイル（2009年12月16日 - 、ニッポン放送）

### CM・広告・イメージモデル
- ムヒホワイティ「姉妹篇」（2012年5月 - 池田模範堂）
- SPINNSユニセックスモデル（2013年11月 - SPINNS）
- パンテーン・プロモーションパック「MORE×PANTENE BOOK」（2015年4月 - P&G）[30]

### ネット配信
- BOMB.tv（2010年3月21日 - 31日 4月1日 - 4月10日、学研パブリッシング）
- ワタナベガールズ着ボイス（2010年5月14日 - 「WE！ワタナベタウン」「ワタナベガールズモバイル」）

### イベント
- 「大和なでしこになりたい!」発売記念イベント（2009年2月8日、ソフマップアミューズメント館 8Fイベントスペース）
- 小泉瑠美･林未紀･三宅ひとみ「スペシャルイベント」（2009年2月8日、ソフマップアミューズメント館 8Fイベントスペース）
- 「体育会系の日々」発売記念イベント（2009年6月28日、ishimaru soft 本店 7Ｆホール）MC:中村明花
- 恋活遊園地in東京ドームシティ“しょこたんのマジカルサマー”中川翔子“妹分”発掘「ガールズオーディション」（2009年8月31日、東京ドームシティ）
- 「ひとみに映るもの」発売記念イベント（2009年12月20日、ソフマップアミューズメント館 8Fイベントスペース）
- 三宅ひとみ&橋本楓DVD発売記念スペシャル合同イベント&ミニライブ（2009年12月20日、ソフマップアミューズメント館 8Fイベントスペース）MC:中村明花
- ワタナベガールズだよっ! 全員集合 vol.1〜おもちもいいけど、ビスケもね☆〜（2010年1月10日 3公演、表参道FAB）携帯サイト「WE!ワタナベタウン」会員限定イベント
- 「三宅ひとみ 1st写真集「17の17」発売記念イベント」(2010年3月20日、書泉ブックマート 2F)
- 「三宅ひとみ特集増刊号!!!」発売記念イベント（2010年3月27日、ishimaru soft 本店 7Ｆホール）
- 三宅ひとみ「三宅ひとみ特集増刊号!!!」&橋本楓「Pretty!〜2ndめーぷる〜」DVD発売記念合同イベント（2010年3月27日、ishimaru soft 本店 7Ｆホール）
- ワタナベガールズだよっ! 全員集合 vol.2〜桜もいいけど、ビスケもね☆〜（2010年3月28、渋谷シアターTSUTAYA）
- ワタナベガールズだよっ! 全員集合 vol.3〜GWもいいけど、WGもね☆〜（2010年5月4日、表参道FAB）
- ワタナベガールズだよっ! 全員集合 vol.4 Special(2010年7月17日、原宿クエストホール）
- 第14回 アイドリング!!! お誕生日会（2010年7月18日）
- ワタナベガールズモバイル会員限定公演「ワタナベガールズだよっ! 全員集合 vol.4 +(プラス)」(2010年8月1日 19:00〜、表参道GROUND）
- ワタナベガールズだよっ!大家さんちに集合 (2010年9月19日、表参道GROUND）
- ワタナベガールズライブ 夏祭りング!!! 〜三宅ひとみ21歳の誕生日だよ全員集合（2013年7月13日、表参道GROUND）[31]
- 映画『原宿デニール』前売チケット販売イベント（2015年2月28日、JOL原宿）
- 長野せりな芸能生活25周年イベント!!!（2023年5月7日、ロフトプラスワン）

## 書籍

### 雑誌
- MAQUIA (2014年1月（3月号）ほか、集英社) - 不定期
- MORE (2014年3月（5月号） - 2016年3月、集英社) - モアビューティズ

### トレーディングカード
- ボムカード・リミテッド 三宅ひとみ（2010年7月17日、プロデュース216 ムービック）